# Іваса Рьосуке
Іваса Рьосуке (яп. 岩佐亮佑, (26 грудня 1989, Касіва) — японський професійний боксер, чемпіон світу за версією IBF (2017 — 2018) в другій легшій вазі.

## Професіональна кар'єра
Дебютувавши на профірингу 2008 року, здобув вісім перемог поспіль. 5 березня 2011 року в бою за титул чемпіона Японії в легшій вазі зазнав першої поразки технічним нокаутом від співвітчизника Яманака Сінсуке.
13 червня 2015 року відбувся бій між Іваса Рьосуке і Лі Гаскінсом (Велика Британія) за статус обов'язкового претендента на титул чемпіона за версією IBF у легшій вазі. Гаскінс переміг технічним нокаутом в шостому раунді.
13 вересня 2017 року в бою проти співвітчизника Оґуні Юкінорі здобув перемогу технічним нокаутом і завоював титул чемпіона світу за версією IBF в другій легшій вазі. Провівши один вдалий захист, 16 серпня 2018 року програв Ті Джей Дохені (Ірландія) і втратив звання чемпіона.
7 грудня 2019 року в бою проти Марлона Тапалеса (Філіппіни) здобув перемогу технічним нокаутом і завоював титул «тимчасового» чемпіона IBF в другій легшій вазі.
В наступному бою 3 квітня 2021 року зустрівся з об'єднаним чемпіоном WBA (Super) і IBF в другій легшій вазі Муроджоном Ахмадалієвим (Узбекистан) і програв технічним нокаутом в п'ятому раунді.